# خدمة تحقق من صحة الشيكات
خدمة التحقق من الاختيار
توفر الشركات أو الأفراد مع أي القدرة على التحقق من صحة الفعلي الاختيار أو مشروع تقديمه، أو القدرة على التحقق من التاريخ لصاحب الحساب، أو كليهما.
هناك عدد من الطرق المختلفة التي يمكن استخدامها لتقديم الخدمة، وهي تشمل:
- التحقق من قواعد البيانات المختلفة ذات السجل السلبي أو تاريخ الحساب
- والتحقق من صلاحية أرقام التوجيه والحساب باستخدام الخوارزميات، أو الاتصال بالبنك الذي أصدر الشيك للحصول على تأكيد بشأن حالة الحساب.

## الأعمال
كانت خدمات التحقق من الشيكات أكثر شيوعًا في الولايات المتحدة، في أوروبا حيث تم تشغيل نظام ضمان الشيكات لعدد من السنوات التي يمكن للتجار استخدامها حتى رفض استخدام الشيكات إلى الحد الذي لم تعد فيه ضرورية. خارج الولايات المتحدة، يعني الانخفاض في استخدام الشيكات لصالح بطاقات السحب الآلي و بطاقات الائتمان
```

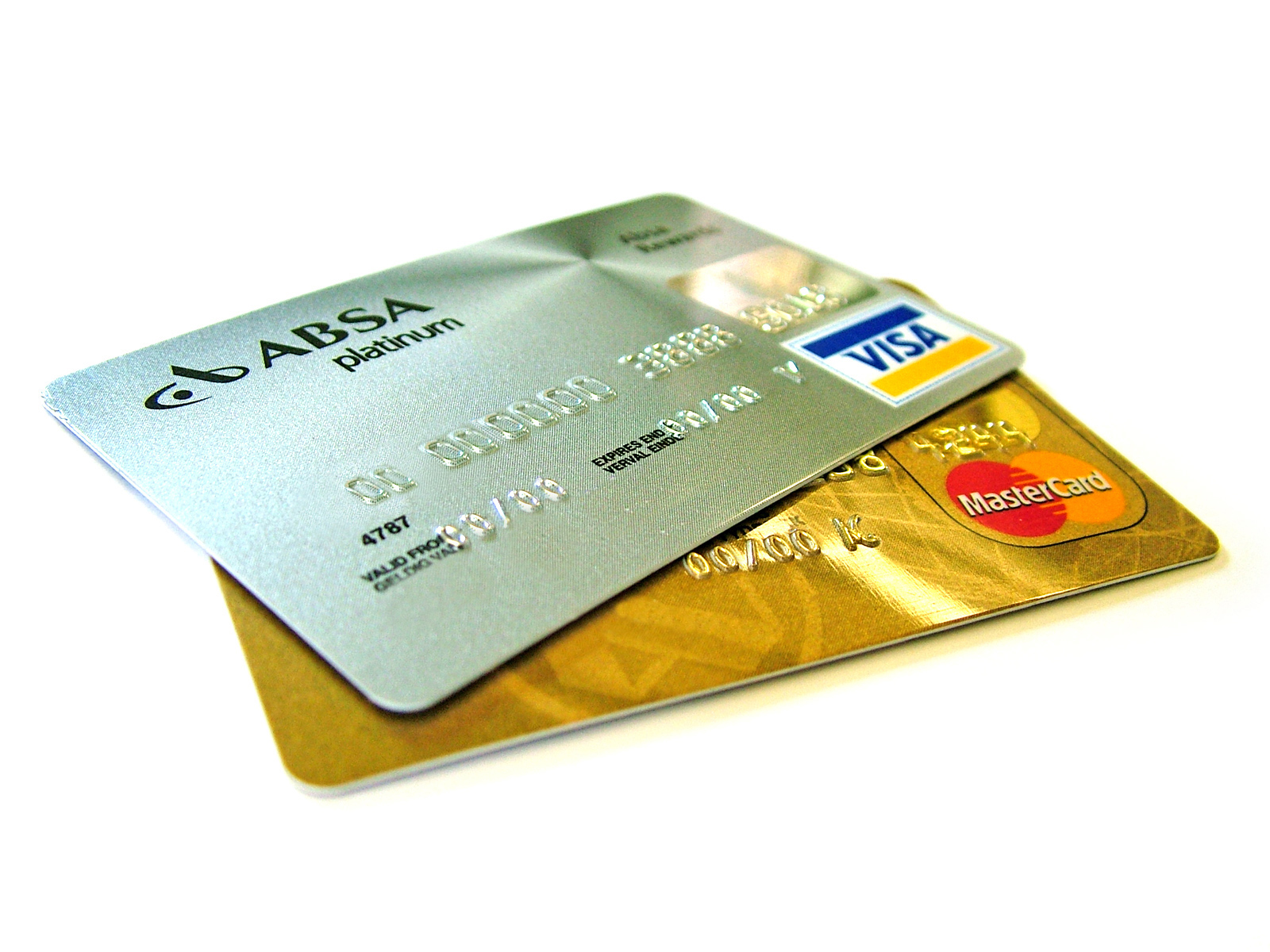
Credit-cards

أن الشيكات نادرًا ما يقبلها التجار مما يجعل خدمات التحقق من الشيكات قديمة. في الولايات المتحدة، هناك عدد من شركات الجهات الخارجية التي تقدم خدمات التحقق من الشيكات.
```

بعض البنوك تجمع مستوى من هذه الخدمة مع حساب فحص الأعمال أو مع برنامج قبول بطاقة الائتمان المصرفية.
```

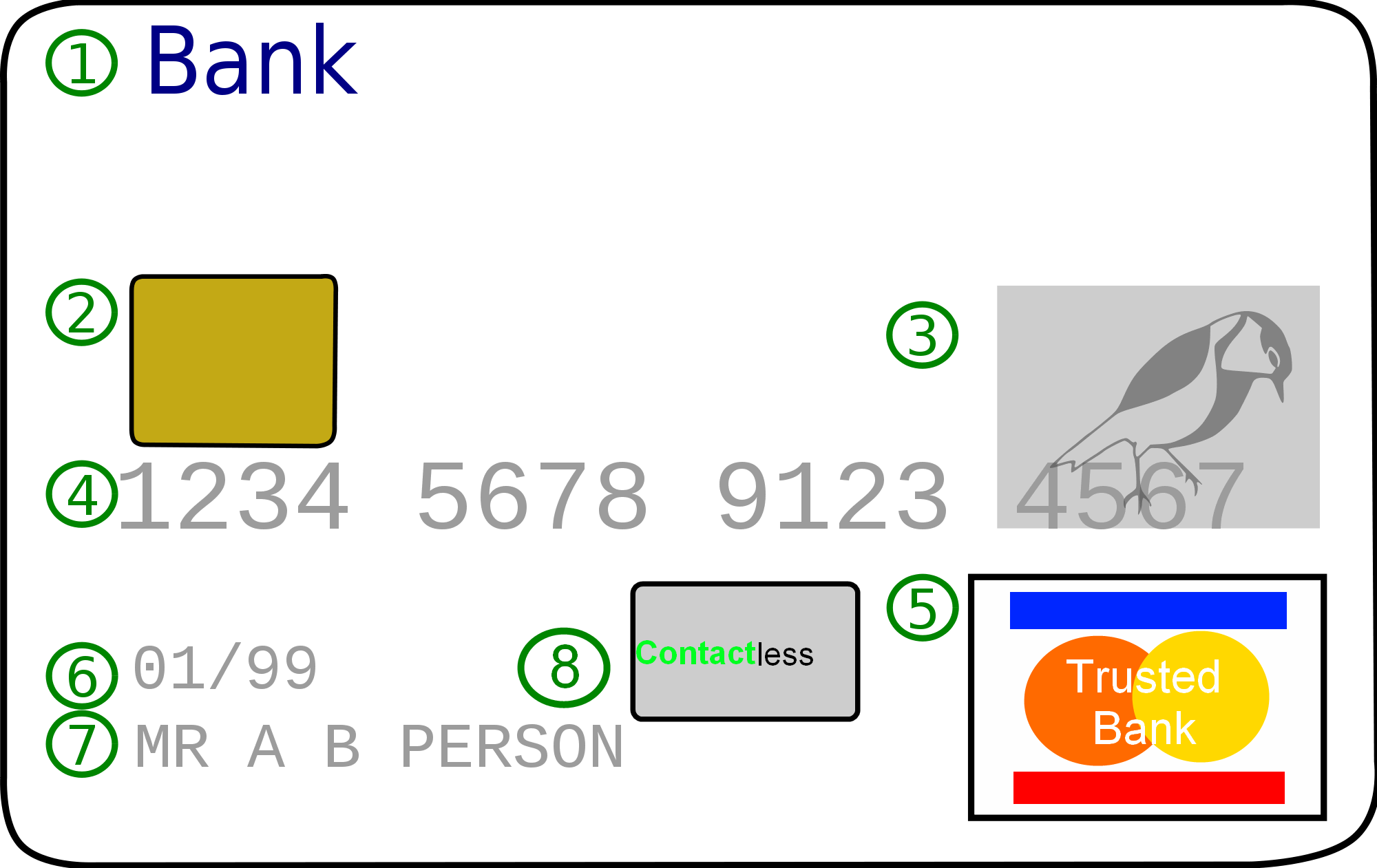
Creditcardwcontactless

تحقق شركات التحقق من الصحة غالبًا واحدة أو اثنتين أو جميع الخدمات المختلفة في نظامها الخاص. تقدم بعض خدمات التحقق من الشيكات أيضًا خدمة 
وكالة التحصيل
[
2
]
 للمحاكمة المدنية 
لتزوير
 الشيكات.
```

## التحقق أساليب تحرير
يمكن أن تستخدم خدمات التحقق من الشيكات عددًا من الطرق المختلفة أو قد تجمع رقمًا للتحقق من صحة الشيك.

### قاعدة بيانات الاختيار السلبي
- تحتوي قاعدة بيانات الشيكات السلبية على قائمة شاملة بالأشخاص الذين كتبوا شيكًا سيئًا في أحد مواقع البيع بالتجزئة، ودفعوا فاتورة بشيك تم إرجاعه،[3] تسمى أيضًا " ارتداد الشيك ".
- قد تكون خدمات التحقق من فحص البيانات التاريخية التي تستخدم شبكة وطنية ذات قاعدة بيانات فحص سلبية صعبة على المستهلكين والشركات لإخراج أنفسهم من وقت حدوثها، حتى في حالة حدوث أخطاء. [ بحاجة لمصدر ]
- غالبًا ما يتم تجميع قواعد البيانات هذه مع خدمات «التحقق من الضمان». وهذا يترك الشركات التي تستخدم أنظمة تعتمد على البيانات التاريخية في وضع يمكنها أحيانًا من رفض العملاء الذين لديهم شيك صالح، لكنهم تمكنوا من الحصول على قاعدة بيانات الشيكات السلبية.[4]

- عادة ما يرتبط هذا النوع من التحقق بالشخص الذي يكتب الشيك ويقوم بتشغيل التحقق باستخدام رقم [5]رخصة القيادة الخاصة به .

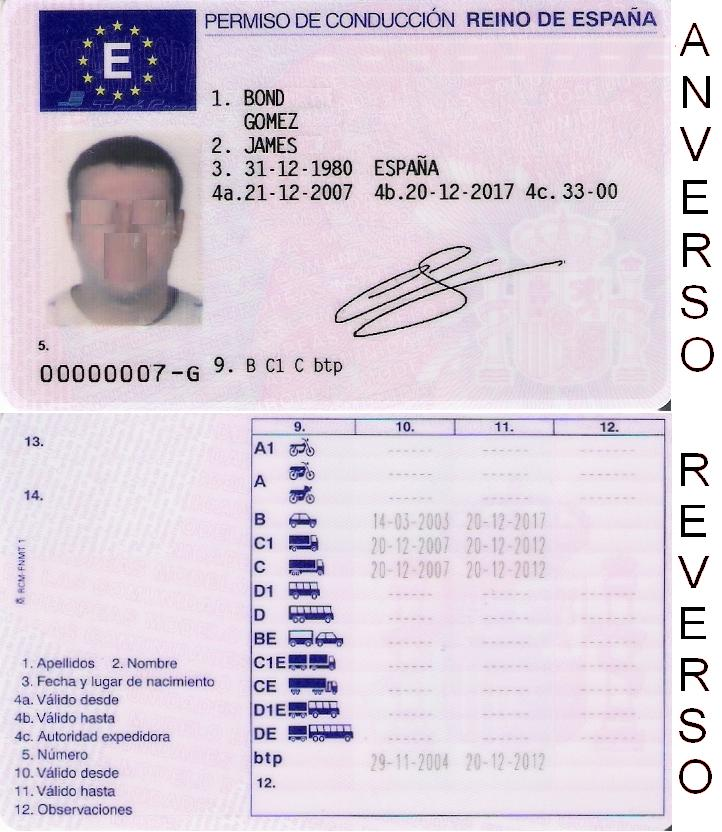
Permiso de conducir plastificado

هذا النوع من المعلومات هو أداة قيمة لمنع الخسارة لأنه يحدد حراس الشيكات تاريخيا أو اعتياديا الذين هم أكثر عرضة للإساءة.  يمكن أن تتسبب أنظمة قواعد بيانات الشيكات السلبية في حدوث مشكلات في خدمة العملاء بين تجار التجزئة وعملائهم، لأنه لا يوجد حد للفترة الزمنية التي يتم النظر فيها.

### تحرير قاعدة بيانات سجل الحساب
تقدم قاعدة بيانات محفوظات الحساب قاعدة بيانات تحتوي على بيانات تاريخية عن الحساب نفسه، وليس فقط الشخص الذي يكتب الشيك. يحتفظ هذا النوع من النظام بسجلات لرقم الحساب لجميع عمليات التحقق التي لم يتم مسحها ويمكنه معرفة ما إذا كان حساب التحقق هذا له عوائد في الماضي.
نظرًا لأن هذا النوع من النظام يعتمد على سجل جميع الشيكات المكتوبة على الحساب، يمكن أن يوفر معلومات قيمة، تمامًا مثل قاعدة بيانات الشيكات السلبية باستثناء أن المعلومات لا تستند إلى هوية الشخص الذي يكتب الشيك.
هذا أمر مهم بشكل خاص لأخذ الشيكات التجارية أو شيكات الشركة لأنه في كثير من الأحيان لا علاقة لهوية الشخص الذي يكتب الشيك بشيك الشركة. في قاعدة بيانات سجل الحساب، سيحصل الحساب الجيد بدون علامات على الموافقة الكاملة، بغض النظر عن حالة الموظف الذي يكتب الشيك لأنه لم يتم التحقق من الهوية.

### الحساب الحالية تحرير
هناك أيضًا شبكة للتحقق من صحة الحساب يمكنها استطلاع نتائج الحساب المصرفي الفعلي للحصول على الحالة الحالية من البنك. توفر الأنظمة الأحدث نتيجة تستند إلى الحالة الفعلية للحساب المصرفي التي قدمها البنك اعتبارًا من ذلك اليوم المصرفي للأعمال، وهي تزداد شعبية لدى الشركات التي تأخذ الشيكات عبر الهاتف، أو تدير مدفوعات الشيكات الشهرية، أو الفواتير التلقائية باستخدام حوالات مصرفية، أو الذين معالجة معاملات ACH المستلمة عبر الهاتف أو لإعداد الفواتير الشهرية.
تمنحك أنظمة التحقق من حالة الحساب حالة الحساب اعتبارًا من بداية يوم العمل المصرفي. يخبرونك إذا كان هناك حساب نشط مفتوح في هذا البنك وإذا كان من المحتمل أن يتم مسح الشيك. يمكن أن تساعد رسائل الحالة مثل الحساب المغلق أو NSF أو إيقاف الدفع أو الحساب غير الصالح في تحديد ما إذا كانت الشيكات أو معاملة ACH ستكون جيدة.
تستند النتائج إلى صلاحية الحساب، لذلك لا توجد طريقة لمعرفة ما إذا كان الشيك سيتضح بالفعل عند تقديمه، أو إذا كان المبلغ بالدولار المحدد سيكون متاحًا.
يتم استخدام هذا النوع من النظام بشكل أقل في مؤسسات البيع بالتجزئة، وأكثر من ذلك للشركات التي تجري عمليات فحص عن طريق مبيعات الهاتف، وصياغة الشيكات الشهرية، والفواتير الشهرية عبر ACH والمبيعات عبر الإنترنت. أنه يقلل من عدد المدفوعات السيئة التي يتم إيداعها بسبب خطأ بشري أو الاحتيال أو حالة الحساب.

### تعديل التحقق من أموال التاجر
غالبًا ما يُطلق عليها «التحقق من الأموال» أو «التحقق من أموال التجار»، كانت ممارسة شائعة حتى منتصف العقد الأول من القرن الحالي أنه يمكن لأي عمل أو فرد الاتصال بالمصرف حيث تم سحب الشيك وطلب التحقق من الشيكات. سيطلب البنك رقم الحساب واسم الشيك والمبلغ ورقم الشيك ويبحث فقط عن الحساب.
نظرًا لإصدار البنوك لسياسات الخصوصية  المصممة لحماية الهوية والاحتيال، أصبح التحقق من أموال التجار عبر الهاتف من خلال الاتصال بالبنك مباشرةً نادرًا الآن بالنسبة لأي بنك أو اتحاد ائتماني لتقديم هذه الخدمة.

لا تزال بعض البنوك تقدم التحقق من الأموال التجارية، في حين أن البعض الآخر يحد من المعلومات التي سيقدمونها لإخبارك إذا كان الحساب مفتوحًا برصيد إيجابي، فقط.
تقدم البنوك الأخرى هذه الخدمة كدفع لكل مكالمة، أو تقدم التحقق من صحة البنك مقابل رسوم. لا تقدم غالبية البنوك أي تحقق مباشر من حساب الهاتف.

### تحرير التحقق من رقم التوجيه
هناك شكل آخر من أشكال التحقق من الشيكات يتمثل في الإشارة المرجعية لرقم عبور توجيه ABA ، والذي يسمى أيضًا رقم التوجيه أو رقم ABA ، مع البنك للتحقق من البند الفعلي الذي يتم تقديمه. يمكن أن يوفر التحقق من رقم التوجيه اسم البنك وعنوانه للمعالجة ورقم الهاتف.
تستخدم بعض أنظمة التحقق من رقم التوجيه خوارزمية للتحقق من صحة رقم التوجيه، بدلاً من الإسناد الترافقي للنتائج في قاعدة بيانات.
يقتصر التحقق من رقم التوجيه على التحقق من اسم البنك والعنوان ورقم الهاتف ولا يمكن تحديد ما إذا كان الحساب الجاري صالح للتحقق من صحة الأموال. يمكن أن يكون مفيدًا في تحديد مكان الشيكات أو المسودات الاحتيالية، وفي الحصول على معلومات الاتصال للبنك للتحقق من أموال التجار أو التحقق من صحة الحساب. باستخدام رقم الهاتف المصرفي، يمكن للأعمال التجارية التحقق من أموال التجار إذا كان البنك يقدم الخدمة.

## تحرير موردي الطرف الثالث
تتضمن شركات الجهات الخارجية التي يوجد مقرها في الولايات المتحدة والتي تقدم التحقق من الشيكات ما يلي:
- CheckVelocity، Inc. www.checkvelocity.com
- الربحLLC www.profituity.com
- أنظمة الدفع فورتي
- شهادة
- Check21.com [11]
- Check Plus Systems [12]
- ChexSystems
- Check Verification.com [13]
- Cross Check [14]
- خدمات الإنذار المبكر [15]
- مكتب التكيف الإقليمي

## روابط خارجية
- التحقق من الاختيار عبر الأنترنت
- كيف تقوم إدارة مخاطر ACH & التحقق من العمل
- التحقق من الجامعة
- التحقق في الهند